# سيفان
سيفان (بالإنجليزية: Two Swords)‏ هي الحلقة الأولى من الموسم الرابع من المسلسل الفانتازي صراع العروش، والمُقتبس من سلسلة روايات أغنية الجليد والنار للمؤلف جورج ر. ر. مارتن، وهي الحلقة رقم 31 من المسلسل ككل. عُرضت الحلقة لأول مرة في 6 أبريل 2014، على شبكة إتش بي أو المُنتجة للمسلسل، وكانت من كتابة ديفيد بينيوف، ودي. بي. وايس، ومن إخراج دي. بي. وايس.

## ملخص الحلقة
يقوم (تايوين لانستر) بإذابَه سيف (نيد ستارك) القديم المصنوع من الحديد الفاليريّ وتحويلِه لسيفين اثنين، يُعطي أحدُهما لـ (جايمي) كرشوةٍ على أن يعودَ إلى معقل اللانسترز قلعة الصخر ويحكم بدلاً عنه، الأمر الذي يرفضه (جايمي) جملةً وتفصيلاً؛ (تيريون لانستر) تم تكليفه بمهمة استقبال الأمير (دوارن مارتيل) الذي تم دعوته لحضور الزفاف الملكيّ، لكن (دوران) يرسل بدلاً عنه أخاه الأمير (أوبيرين)، هُناك شيءٌ آخر يُريد (أوبيرين) فِعلَه في العاصِمة وهوَ قتل جميع اللانيسترز انتقاماً لمقتل أخته (إيليا) زوجَة الأمير المقتول (ريجر تارغاريان). يَتعافى (جون سنو) من إصابَته في الشمال بعد عودَته للقلعة، ويَقف أمام مَحكَمة القلعة ويعتَرف بأخطاءه ويُعفَى عَنه بسبب شفاعة السيّد (إيمون). وفي مكانٍ مجهول، (آريا) ما زالت بِرفقة (الكلب ساندور كليغان)، يتوقّفون عِند حانِةٍ ما، وتُشاهِد (آريا) أن أحد الحارسين الذين يتبولان خارجاً هو (بوليفر) وهو الذي جلبها إلى «هارنهول» برفقة أصدقائها وقتل صديقها وسرق منها سيفها لذلك تُريد قّتلَه، يَهجُم عليهم الاثنان وتستعيد (آريا) سيفها وتقتُله بِنفس الطريقة التي قَتَل صديقَه فيها، ويحصُلان على حِصانين ويُكمِلا المسير نحو وادي أرين لزيارة خالتها (ليسا). في القارّة الأُخرى، تُسيّر (دينريس) جيشَها نحوَ مدينَة «ميرن» آخر المُدن الكُبرى في إيسوس، كما تَجِد صعوبة في التحكّم بتنانينها بعدَ أن كَبُرَ حجمَهم.

## الإنتاج
سيناريو الحلقة كان من كتابة ديفيد بينيوف، ودي. بي. وايس، وأُختير دي. بي. وايس لإخراجها. كان جوناثان فريمان ‏ مديرًا لتصوير الحلقة، وكيتي وايلاند محررًا لها، أما موسيقى الحلقة التصويرية فكانت من تلحين رامين جوادي.

## نسب المشاهدة
| الموسم | الموسم | رقم الحلقة | رقم الحلقة | رقم الحلقة | رقم الحلقة | رقم الحلقة | رقم الحلقة | رقم الحلقة | رقم الحلقة | رقم الحلقة | رقم الحلقة | المتوسط |
| الموسم | الموسم | 1          | 2          | 3          | 4          | 5          | 6          | 7          | 8          | 9          | 10         | المتوسط |
| ------ | ------ | ---------- | ---------- | ---------- | ---------- | ---------- | ---------- | ---------- | ---------- | ---------- | ---------- | ------- |
|        | 1      | 2.22       | 2.20       | 2.44       | 2.45       | 2.58       | 2.44       | 2.40       | 2.72       | 2.66       | 3.04       | 2.52    |
|        | 2      | 3.86       | 3.76       | 3.77       | 3.65       | 3.90       | 3.88       | 3.69       | 3.86       | 3.38       | 4.20       | 3.80    |
|        | 3      | 4.37       | 4.27       | 4.72       | 4.87       | 5.35       | 5.50       | 4.84       | 5.13       | 5.22       | 5.39       | 4.97    |
|        | 4      | 6.64       | 6.31       | 6.59       | 6.95       | 7.16       | 6.40       | 7.20       | 7.17       | 6.95       | 7.09       | 6.84    |
|        | 5      | 8.00       | 6.81       | 6.71       | 6.82       | 6.56       | 6.24       | 5.40       | 7.01       | 7.14       | 8.11       | 6.88    |
|        | 6      | 7.94       | 7.29       | 7.28       | 7.82       | 7.89       | 6.71       | 7.80       | 7.60       | 7.66       | 8.89       | 7.69    |
|        | 7      | 10.11      | 9.27       | 9.25       | 10.17      | 10.72      | 10.24      | 12.07      | غ/م        | غ/م        | غ/م        | 10.26   |
|        | 8      | 11.76      | 10.29      | 12.02      | 11.80      | 12.48      | 13.61      | غ/م        | غ/م        | غ/م        | غ/م        | 11.99   |

## وصلات خارجية
- سيفان على موقع IMDb (الإنجليزية)
- سيفان على موقع ميتاكريتيك (الإنجليزية)
- سيفان على موقع روتن توميتوز (الإنجليزية)
- سيفان على موقع أول موفي (الإنجليزية)